# E-Bow the Letter
E-Bow the Letter is een nummer van de Amerikaanse rockband R.E.M. uit 1996. Het is de eerste single van hun tiende studioalbum New Adventures in Hi-Fi.
De achtergrondvocalen op het nummer werden verzorgd door Patti Smith, een groot idool en invloed van R.E.M.-zanger Michael Stipe en gitarist Peter Buck. Het nummer gaat over acteur River Phoenix, een goede vriend van Stipe. De titel verwijst naar een E-bow, en volgens Stipe ook naar een "brief die nooit is verstuurd". Het nummer werd in een aantal landen een hit. In de Amerikaanse Billboard Hot 100 werd een bescheiden 49e positie behaald. Ook in het Nederlandse taalgebied werd het nummer een klein hitje; met in Nederland een 11e positie in de Tipparade, en een 48e positie in de Vlaamse Ultratop 50.